# Keith O'Brien
Keith Michael Patrick O'Brien (Ballycastle, Condado de Antrim, Irlanda del Norte; 17 de marzo de 1938-Newcastle, 19 de marzo de 2018) fue un cardenal y arzobispo de San Andrés y Edimburgo. En 2013, tras ser acusado de conducta sexual inapropiada, renunció a su diócesis y se retiró de la vida pública, y en 2015 el papa Francisco aceptó su renuncia a todos los derechos y prerrogativas del cardenalato.

## Biografía

### Primeros años y formación
Nació el 17 de marzo de 1938, en Irlanda del Norte.
Obtuvo una licenciatura en ciencias químicas y matemáticas en la Universidad de Edimburgo y una diplomatura en educación.

### Sacerdocio
Su ordenación sacerdotal fue el 3 de abril de 1965.
Sirvió como vicepárroco y capellán de la escuela de secundaria St. Columba School en Cowdenbeath, donde enseñó matemáticas. Fue director espiritual del Colegio San Andrés en Drygrange y rector de la universidad de St Mary College, en Blairs.

## Episcopado

### Arzobispo de San Andrés y Edimburgo
El 30 de mayo de 1985, el papa Juan Pablo II lo nombró arzobispo de San Andrés y Edimburgo. Fue consagrado el 5 de agosto del mismo año, a manos del cardenal Gordon Gray. 
Entre 1996 y 1999 fue administrador apostólico de la diócesis de Argyll y las Islas.
En 2001 fue nombrado presidente interino de la Conferencia Episcopal de Escocia y desde 2002 hasta 2012, el cardenal O'Brien fue presidente de dicha Conferencia Episcopal.
El cardenal O'Brien renunció a su cargo el 25 de febrero de 2013 tras el escándalo suscitado por unas denuncias de «comportamiento inapropiado» hacia otros religiosos, renuncia que fue aceptada por la Santa Sede alegando motivos de edad.

## Cardenalato
Fue creado y proclamado cardenal por Juan Pablo II en el consistorio del 21 de octubre de 2003, con el título de Ss. Gioacchino ed Anna al Tuscolano (San Joaquín y Santa Ana en el Tuscolano). Fue miembro de los consejos pontificios para la Pastoral de los Emigrantes e Itinerantes, para las Comunicaciones Sociales y para la Familia.
En su momento, declaró que no acudiría al cónclave de 2013 para designar al sucesor de Benedicto XVI.
En 2015 renunció a los derechos y privilegios del cardenalato, siendo esta aceptada por el papa Francisco, aunque siguió teniendo el mismo tratamiento. Para este momento se había trasladado a Inglaterra bajo acuerdos con el Vaticano que le impedían estar en Escocia.

## Fallecimiento
O'Brien falleció en la localidad inglesa de Newcastle upon Tyne el 19 de marzo de 2018, a la edad de 80 años. Había estado hospitalizado varios días tras recibir un golpe en la cabeza debido a una caída accidental. En un comunicado a la prensa, el arzobispo Leo Cushley, al frente de la archidiócesis de San Andrés y Edimburgo, pidió orar "por el descanso de su alma, por el bienestar de su familia en duelo y para que se dé apoyo y consuelo a aquellos que ofendió, hirió y decepcionó".
En la biografía escrita por el Vaticano poco después de su muerte no se menciona la investigación que se le hizo sobre los abusos sexuales que supuestamente perpetró contra dos seminaristas y un sacerdote. El funeral se llevó a cabo el 5 de abril en la Iglesia de San Miguel en Newcastle upon Tyne y fue presidido por el cardenal Vincent Gerard Nichols. A la 1 p. m. del día siguiente fue enterrado en la tumba familiar en el cementerio Monte Vernon de Edimburgo.

## Condecoraciones
En 1991, fue condecorado con la Orden ecuestre del Santo Sepulcro de Jerusalén, caballero comendador con estrella.